# Hermonassa hyalina
Hermonassa hyalina là một loài bướm đêm trong họ Noctuidae.